# Calloway County
Das Calloway County ist ein County im US-amerikanischen Bundesstaat Kentucky. Im Jahr 2020 hatte das County 37.103 Einwohner und eine Bevölkerungsdichte von 37,1 Einwohnern pro Quadratkilometer. Der Verwaltungssitz (County Seat) ist Murray, das nach John L. Murray benannt wurde, einem Mitglied im US-Kongress.

## Geografie
Das County liegt im Südwesten von Kentucky am Westufer des zum Kentucky Lake aufgestauten Tennessee River. Es grenzt im Süden an den Bundesstaat Tennessee und hat eine Fläche von 1064 Quadratkilometern, wovon 64 Quadratkilometer Wasserfläche sind. An das Calloway County grenzen folgende Nachbarcountys:
|               | Marshall County          | Trigg County               |
| Graves County |                          | Stewart County (Tennessee) |
|               | Henry County (Tennessee) |                            |

## Geschichte
Das Calloway County wurde am 19. Dezember 1821 aus Teilen des Hickman County gebildet. Benannt wurde es nach Colonel Richard Calloway, der im Indianerkrieg von 1780 getötet wurde.

## Demografische Daten
Nach der Volkszählung im Jahr 2010 lebten im Calloway County 37.191 Menschen in 14.844 Haushalten. Die Bevölkerungsdichte betrug 37,2 Einwohner pro Quadratkilometer. In den 14.844 Haushalten lebten statistisch je 2,26 Personen.
Ethnisch betrachtet setzte sich die Bevölkerung zusammen aus 92,4 Prozent Weißen, 4,2 Prozent Afroamerikanern, 0,3 Prozent amerikanischen Ureinwohnern, 1,8 Prozent Asiaten sowie aus anderen ethnischen Gruppen; 1,3 Prozent stammten von zwei oder mehr Ethnien ab. Unabhängig von der ethnischen Zugehörigkeit waren 2,5 Prozent der Bevölkerung spanischer oder lateinamerikanischer Abstammung.
17,8 Prozent der Bevölkerung waren unter 18 Jahre alt, 67,0 Prozent waren zwischen 18 und 64 und 15,2 Prozent waren 65 Jahre oder älter. 51,8 Prozent der Bevölkerung war weiblich.

Das jährliche Durchschnittseinkommen eines Haushalts lag bei 39.194 USD. Das Pro-Kopf-Einkommen betrug 20.951 USD. 17,0 Prozent der Einwohner lebten unterhalb der Armutsgrenze.

## Ortschaften im Calloway County
Citys
- Hazel
- Murray

Unincorporated Communities
| - Almo - Almo Heights - Backusburg - Bakers Crossroads - Boatwright - Browns Grove | - Coldwater - Crossland - Dexter - Faxon - Five Points - Fort Heiman | - Hamlin - Harris Grove - Hico - Irvin Cobb Resort - Kirksey - Lynn Grove | - Midway - New Concord - New Providence - Penny - Pleasant Hill - Pottertown | - Protemus - Shiloh - Stella - Wadesboro - Wiswell |

## Gliederung
Das Calloway County ist in fünf Census County Divisions (CCD) eingeteilt:
| CCD                  | Einwohner 2010 | Einwohner 2020 | FIPS     |
| -------------------- | -------------- | -------------- | -------- |
| Hazel-Lynn Grove CCD | 3277           | 3209           | 21-91658 |
| Kirksey CCD          | 4471           | 4516           | 21-91936 |
| Murray CCD           | 21.879         | 21.818         | 21-92480 |
| New Concord CCD      | 3458           | 3257           | 21-92512 |
| Shiloh CCD           | 4106           | 4303           | 21-93176 |